# Lukáš Endál
Lukáš Endál (* 8. prosince 1986) je český lední hokejista hrající na pozici středního útočníka nebo pravého křídla.

## Život
Mládí strávil v celku HC Slavia Praha, ale v mládežnických letech nastupoval až do roku 2002 za BK Havlíčkův Brod. Následně se vrátil zpět do Slavie. Během sezony 2005/2016 kromě zápasů za juniory Slavie odehrál i šest utkání za muže Havlíčkova Brodu. Prvně tak nastoupil v mužském výběru. Následující ročník nastupoval za Havlíčkův Brod, ale odehrál také šest utkání za muže pražské Slavie. Během sezóny 2007/2008 sice hrál jen za Havlíčkův Brod, ale od následujícího ročníku po dobu tří sezón nastupoval střídavě za tento výběr a za Slavii Praha. Celý ročník 2011/2012 strávil v celku Piráti Chomutov. Další dva roky opět střídavě nastupoval za Havlíčkův Brod, ale tentokrát místo Slavie za Pardubice. Před ročníkem 2014/2015 se zkoušel prosadit v celku Južnyj Ural Orsk, ovšem neuspěl a vrátil se zpět do Brodu. Po patnácti zde odehraných utkání ale opět odešel do zahraničí, tentokrát do polského Ciarko PBS Bank Sanok. V téže sezóně navíc ještě nastoupil k devíti utkáním za Pardubice. Další ročník již opět nastupoval za Havlíčkův Brod a začal zde i sezónu 2016/2017, než ho klub pustil na střídavé starty do mužstva HC Slavia Praha.
V sezóně 2007/2008 se Endál stal mistrem české nejvyšší soutěže se Slavií Praha.